# آماری کوپر
آماری کوپر (انگلیسی: Amari Cooper؛ زادهٔ ۱۷ ژوئن ۱۹۹۴) بازیکن فوتبال آمریکایی اهل ایالات متحده آمریکا است.

## حرفه
از باشگاه‌هایی که در آن بازی کرده‌است می‌توان به فوتبال کریمسن تاید آلاباما، دالاس کاوبویز، و اوکلند ریدرز اشاره کرد.